# Stronzio
Lo stronzio è l'elemento chimico di numero atomico 38 e il cui simbolo è Sr. Appartiene al gruppo dei metalli alcalino-terrosi e si presenta come un metallo tenero, argenteo, bianco o leggermente giallo; quando esposto all'aria forma uno strato di ossido scuro.
Lo stronzio possiede proprietà fisiche e chimiche simili a quelle dei due elementi verticalmente vicini nella tavola periodica: il calcio e bario. In natura si presenta principalmente nella celestite e nella stronzianite. Mentre lo stronzio naturale è stabile, l'isotopo 90Sr è radioattivo con un'emivita di 28 anni ed è uno dei componenti più pericolosi del fallout nucleare, visto che viene assorbito dal corpo in un modo simile al calcio. D'altra parte, lo stronzio stabile naturale non è pericoloso per la salute.
Sia lo stronzio sia la stronzianite prendono il nome da Strontian, un villaggio della Scozia nei pressi del quale il minerale è stato scoperto nel 1790 da Adair Crawford e William Cruickshank. Venne identificato come nuovo elemento l'anno successivo grazie al saggio alla fiamma. Lo stronzio venne isolato come metallo nel 1808 da Humphry Davy che utilizzò il processo dell'elettrolisi, allora appena scoperto. Nel XIX secolo l'applicazione più importante dello stronzio era la produzione di zucchero dalla barbabietola. Durante il picco di produzione di tubi catodici, circa il 75% del consumo di stronzio negli Stati Uniti era destinato alla realizzazione del vetro frontale. Con l'introduzione di altri tipi di monitor, il consumo dello stronzio è diminuito drasticamente.

## Caratteristiche
A causa della sua estrema reattività all'aria, questo elemento in natura è sempre combinato con altri. Isolato si presenta come un metallo piuttosto malleabile. Il suo composto più usato è il nitrato Sr(NO3)2, impiegato nella fabbricazione di fuochi artificiali alla cui luce impartisce un colore rosso brillante.
Lo stronzio è un metallo argenteo, più tenero del calcio e anche più reattivo con l'acqua, che reagisce con lo stronzio metallico formando idrossido di stronzio e idrogeno gassoso. Lo stronzio brucia all'aria convertendosi nel suo ossido e nel suo nitruro, tuttavia non si infiamma spontaneamente all'aria a meno che non sia in forma di polvere fine. Esposto all'aria ingiallisce coprendosi di una patina di ossido, per questo viene normalmente conservato immerso in cherosene od olio minerale.
In natura lo stronzio è una miscela dei quattro isotopi stabili.

## Applicazioni
Il principale impiego dell'ossido di stronzio era nella fabbricazione di vetri per i tubi catodici dei televisori analogici a colori.
Tra gli altri usi industriali e commerciali si hanno:
- produzione di magneti di ferrite e la raffinazione dello zinco;
- applicazioni ottiche del titanato di stronzio, per il suo indice di rifrazione estremamente elevato ed il suo potere disperdente superiore a quello del diamante; viene usato anche come gemma, benché raramente perché fragile e facilmente soggetto ad abrasioni;
- produzione di fuochi d'artificio a cui i sali di stronzio conferiscono il colore rosso;
- produzione di dentifrici per denti sensibili, nella cui formula a volte è presente il cloruro di stronzio;
- produzione di materiali termoplastici come la plastoferrite.
- Impiego in esperimenti di interferometria atomica e utilizzo negli orologi atomici.

## Storia
Fu Adair Crawford nel 1790 a capire che la stronzianite, un minerale battezzato in onore della città scozzese di Strontian, era diverso dagli altri minerali di bario, ma furono Klaproth e Hope nel 1798 a capire che lo stronzio era un elemento. Lo stronzio metallico fu ottenuto poi nel 1808 da Sir Humphry Davy con l'elettrolisi.

## Disponibilità
Lo stronzio è molto comune in natura, costituisce mediamente lo 0,034% di tutte le rocce ignee ed è presente di solito sotto forma di celestina, un solfato (SrSO4), o di stronzianite, un carbonato (SrCO3). Di questi due minerali, la celestite è molto più frequente nei depositi sedimentari di grandi dimensioni, mentre la stronzianite, più interessante minerariamente poiché lo stronzio è spesso usato come carbonato, è molto più rara. Si può ottenere lo stronzio metallico per elettrolisi di una miscela fusa di cloruro di stronzio e cloruro di potassio:
Sr2+ + 2 e− → Sr
2 Cl− → Cl2 (g) + 2 e−
In alternativa lo si può ottenere riducendo l'ossido di stronzio con alluminio nel vuoto a temperature al di sopra di quella di evaporazione dello stronzio, che viene così distillato. Lo stronzio metallico ha tre forme allotropiche i cui punti di transizione di fase sono a 235 °C e a 540 °C. Il costo industriale dello stronzio metallico puro al 98% era di circa 5 $ l'oncia nel gennaio 1990; i giacimenti di stronzio più grandi al mondo sono situati in Inghilterra.
| I maggiori produttori di stronzio nel 2019 | I maggiori produttori di stronzio nel 2019 | I maggiori produttori di stronzio nel 2019 |
| Posizione                                  | Paese                                      | Produzione (tonnellate)                    |
| ------------------------------------------ | ------------------------------------------ | ------------------------------------------ |
| 1                                          | Spagna                                     | 90000                                      |
| 2                                          | Cina                                       | 50000                                      |
| 3                                          | Messico                                    | 40000                                      |
| 4                                          | Iran                                       | 37000                                      |
| 5                                          | Argentina                                  | 700                                        |

## Isotopi
In natura lo stronzio presenta quattro isotopi: 84Sr (0,56%), 86Sr (9,86%), 87Sr (7,0%) e 88Sr (82,58%). Solo l'isotopo 87 proviene da un decadimento radioattivo, è infatti il prodotto di decadimento di 87Rb che ha un'emivita di 48 miliardi di anni. Vi sono quindi due fonti di 87Sr: quello prodotto durante la nucleosintesi primordiale insieme agli altri isotopi (84, 86, 88) e quello formato dal decadimento di 87Rb. I rapporti tra le concentrazioni dei diversi isotopi 87Sr/86Sr, il cui valore oscilla tra 0,7 e 4,0, e 87Rb/86Sr consentono pertanto di calcolare l'età delle rocce utilizzando la tecnica della datazione rubidio-stronzio. Sr si trova in concentrazioni sufficientemente elevate nei minerali perché si sostituisce facilmente al calcio, avendo un raggio atomico simile.
Sono inoltre noti 16 isotopi meno stabili, tra cui il più importante è 90Sr, con la sua emivita di 29 anni. 90Sr è un sotto-prodotto delle esplosioni nucleari ed è presente nel fallout, la caduta di polveri sulla superficie dopo un'esplosione nucleare. È pericoloso per la salute perché tende a sostituirsi al calcio delle ossa e quindi a permanervi per lungo tempo, provocando tramite la sua radioattività l'insorgere di forme tumorali. 90Sr è uno dei più longevi emettitori noti di raggi beta ad alta energia ed è allo studio per poter essere impiegato in sistemi ausiliari di produzione di energia elettrica (Systems for Nuclear Auxiliary Power, SNAP) utilizzabili dove è richiesta una fonte di energia elettrica leggera, compatta e durevole.

## Precauzioni

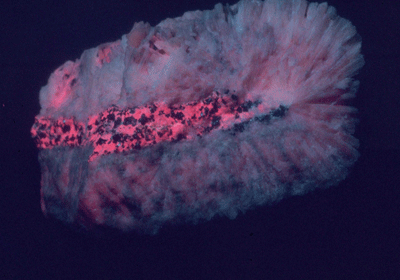
Fluorescenza di stronzianite con calcite

Nella sua forma pura lo stronzio è estremamente reattivo con l'aria, alla cui esposizione si infiamma spontaneamente. L'organismo umano assorbe lo stronzio in maniera simile al calcio; questo non è un problema per quanto riguarda gli isotopi non radioattivi, ma l'isotopo radioattivo 90Sr può provocare gravi danni alle ossa, incluso il cancro.